# Пархімівці
Пархімівці (біл. Пархімаўцы) — село в складі Берестовицького району Гродненської області, Білорусь. Село є центром Пархімівської сільської ради, розташоване у західній частині області.